# Kemence
Kemence is een plaats (község) en gemeente in het Hongaarse comitaat Pest. Kemence telt 1088 inwoners (2001).